# Tipula melanothrix
Tipula melanothrix är en tvåvingeart som beskrevs av Jevgenij Nikolajevitj Savtjenko och Günther Theischinger 1978. Tipula melanothrix ingår i släktet Tipula och familjen storharkrankar. Inga underarter finns listade i Catalogue of Life.